# Hermann von Salza

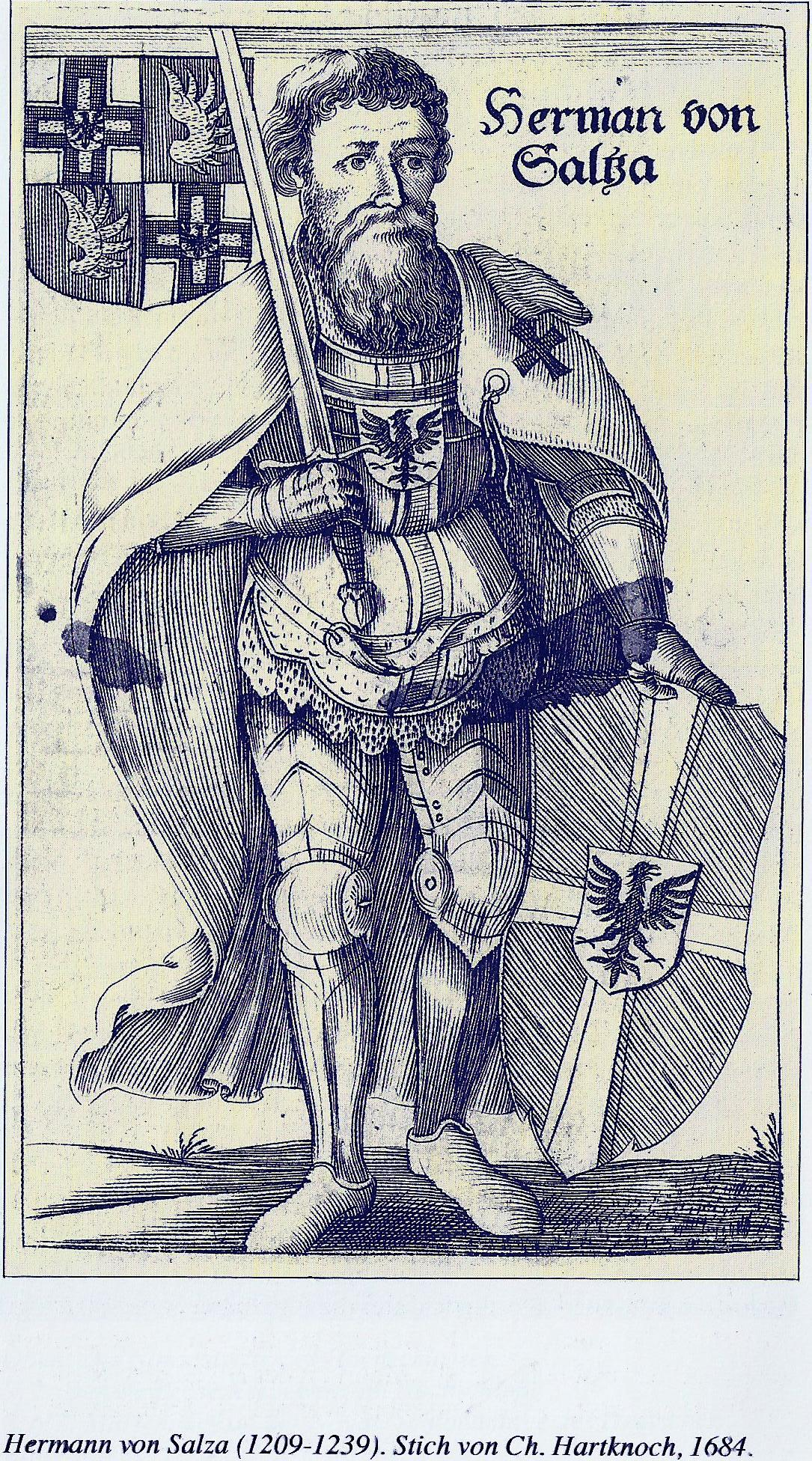
Hermann von Salza als Hochmeister. Von Christoph Hartknoch 1684 veröffentlichter Stich.

Hermann von Salza (* um 1162 vermutlich in Langensalza, Thüringen; † 20. März 1239 in Salerno) war von 1210 bis 1239 der 4. Hochmeister des Deutschen Ordens. Hermann von Salza spielte eine bedeutende Rolle als Vermittler zwischen dem römisch-deutschen Kaiser Friedrich II. und dem Papst. Je nach Auslegung kann er aufgrund seiner Rolle in der Schaffung von Landbesitz für den Deutschen Orden als Ahnherr Preußens gewertet werden.

## Leben
Möglicherweise um 1162 geboren, entstammte Hermann von Salza einem landgräflich-thüringischen Ministerialengeschlecht, wahrscheinlich derer von Bissing/Bessing. Ludwig von Bessing wird urkundlich als Bruder erwähnt; als zeitweise Herren der Burg Salza sind verschiedene Familienangehörige auch als „von Salza“ beurkundet, bspw. Bertle von Bessing bzw. von Salza.  Der Zeitpunkt seines Ordenseintritts ist unbekannt, vermutlich etwa 1204, da er erstmals als Hochmeister, also 1209 oder 1210, schriftlich erwähnt wird. Als solcher dürfte er sich während seiner ersten Regierungsjahre zumeist im Mittelmeerraum aufgehalten haben. Im Mai 1220 erwarb er für den Deutschen Orden die Seigneurie de Joscelin von Beatrix von Courtenay, der Erbin Joscelins III., mit ihren elf Orten mit Zustimmung ihres Schwagers Wilhelm von Mandelée. Dazu kam die Burg Judin in Jechiʿam und inmitten der Seigneurie errichtete sich der Orden die Burg Montfort. Doch fällt in seine Zeit auch die Erweiterung der Ordenstätigkeiten von Spanien bis Livland.
Hermann von Salza galt als ein besonderer Vertrauensmann Kaiser Friedrichs II., für den er ab 1222 immer wieder eine besondere Rolle als Vermittler zur päpstlichen Kurie darstellte. Doch auch die jeweiligen Päpste schätzten diesen fähigen Mann besonders, so dass er eine Gleichstellung des Deutschen Ordens mit den älteren Verbindungen der Johanniter sowie Templer erreichte. Die Diplomatie des Hochmeisters wurde im Interesse des Ordens stets honoriert. Jeder Aufenthalt Hermanns bei Papst oder Kaiser brachte der Ordensgemeinschaft neue Privilegien und Schenkungen. Erwirkte er beim Papst vor allem die Gleichstellung mit den oben genannten älteren Ritterorden und die Inkorporation im Jahre 1237 des Schwertbrüderordens, so brachte die Gunst des Kaisers ihm vor allem die Schenkung Preußens ein.
In der Grabeskirche Jerusalems hielt Hermann von Salza im Jahr 1229 die Laudatio anlässlich der Selbstkrönung des Kaisers Friedrich II. zum König von Jerusalem. Salza vermittelte später (1230) die Versöhnung zwischen Friedrich II. und dem Papsttum in der Convention von Ceprano, in welcher der Kaiser vom Kirchenbann 1230 gelöst wurde. Dieser Kompromiss war diplomatisch besonders anspruchsvoll, da zuvor Söldnertruppen des Papstes die apulischen Besitzungen des Kaisers, der sich noch auf dem Kreuzzug befand, verheerten. Somit war der Streit zwischen Kirche und Reich zu einem militärischen Konflikt eskaliert.
Innerhalb des Ordens wuchsen jedoch die Entfernungen zwischen Brüdern und Hochmeister, so dass der Orden versuchte, Hermann wieder einzufangen und aus den politischen Geschäften zurückzuziehen. Doch kam es hierbei zu einem Eklat, da die Kräfte des Hochmeisters mit den Jahren nachließen und er sich selbst im August 1238 nach Salerno zurückzog. Dort starb er am 20. März 1239. Bestattet wurde er in Barletta (Apulien).
Wie bedeutsam die Rolle Hermanns in der Vermittlung zwischen Kaiser und Papst gewesen sein muss, kann man an der Tatsache erkennen, dass mit seinem Tode jegliche Verständigung zwischen Papst Gregor IX. und Kaiser Friedrich II. abriss.

## Ordensstaat

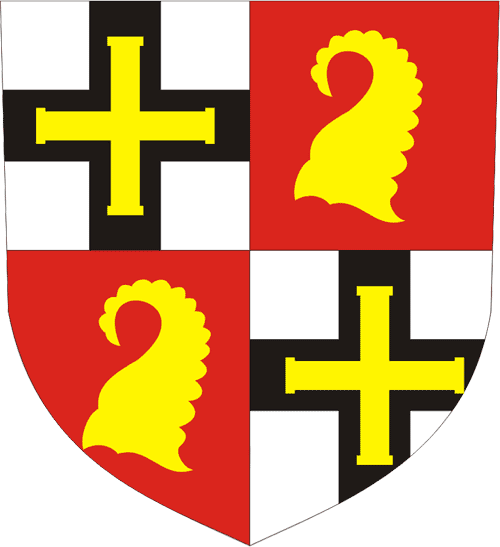
Hochmeisterwappen Hermanns von Salza

Es scheint, dass es immer ein Bestreben Hermanns von Salza war, dem Deutschen Orden eine territoriale Herrschaft zu sichern. Anfang des 13. Jahrhunderts entsandte Hermann von Salza auf Einladung des Königs Andreas II. von Ungarn ein Ordensaufgebot. Sein Komtur (Landmeister) Theoderich sollte dort ab 1211 mitsamt einigen Rittern bei der Abwehr nomadisierender Kumanen behilflich sein. Der Versuch, im vom Orden kontrollierten Gebiet ein eigenständiges Staatswesen zu etablieren, wurde ein Desaster. Nach der Abwehr der Nomaden ging man daran, die eigene Landesherrschaft zu errichten, was seitens des ungarischen Hofes spätestens seit 1220 misstrauisch beobachtet wurde. Zum endgültigen Bruch kam es 1225. Man wies die Ordensritter förmlich aus dem ungarischen Reichsverband aus. Es folgten Scharmützel und Belagerungen. Seither unternahm Salza in Hinsicht Deutschordensstaat nichts mehr, ohne sich bei seinen Gönnern, Regnum und Kurie, juristisch abzusichern. Nur so ist sein anfängliches Zögern beim ersten Ansinnen des Konrad von Masowien im Jahre 1225 zu erklären. Dazu kam die logistische Überforderung des Deutschen Ordens infolge des avisierten Kreuzzugs Friedrichs II.
Man kann Hermann von Salza als den Ahnherren des historischen Staates Preußen benennen, da die Expansion des Deutschen Ordens ins Gebiet nördlich der Weichsel vorrangig seiner Persönlichkeit zu verdanken ist. Der Landmeister des Deutschen Ordens in Preußen, Hermann Balk, führte sowohl die durch von Salza mit der Kurie ausgehandelte Vereinigung mit dem Schwertbrüderorden Livlands (siehe Viterber Union) als auch die Invasion im heidnischen Pruzzenland aus. Mit der Bulle von Rieti vom 3. August 1234 bestätigte Papst Gregor IX. dem Hochmeister des Deutschen Ordens die Herrschaft über das Kulmer Land östlich der unteren Weichsel sowie über alle weiteren vom Deutschen Orden in Preußen eroberten Ländereien („zu ewigem und freiem Besitz“). Die Bulle von Rieti korrespondiert mit der Goldbulle von Rimini des deutschen Kaisers und dem Vertrag von Kruschwitz des polnischen Herzogs Konrad von Masowien.

## Erinnerung

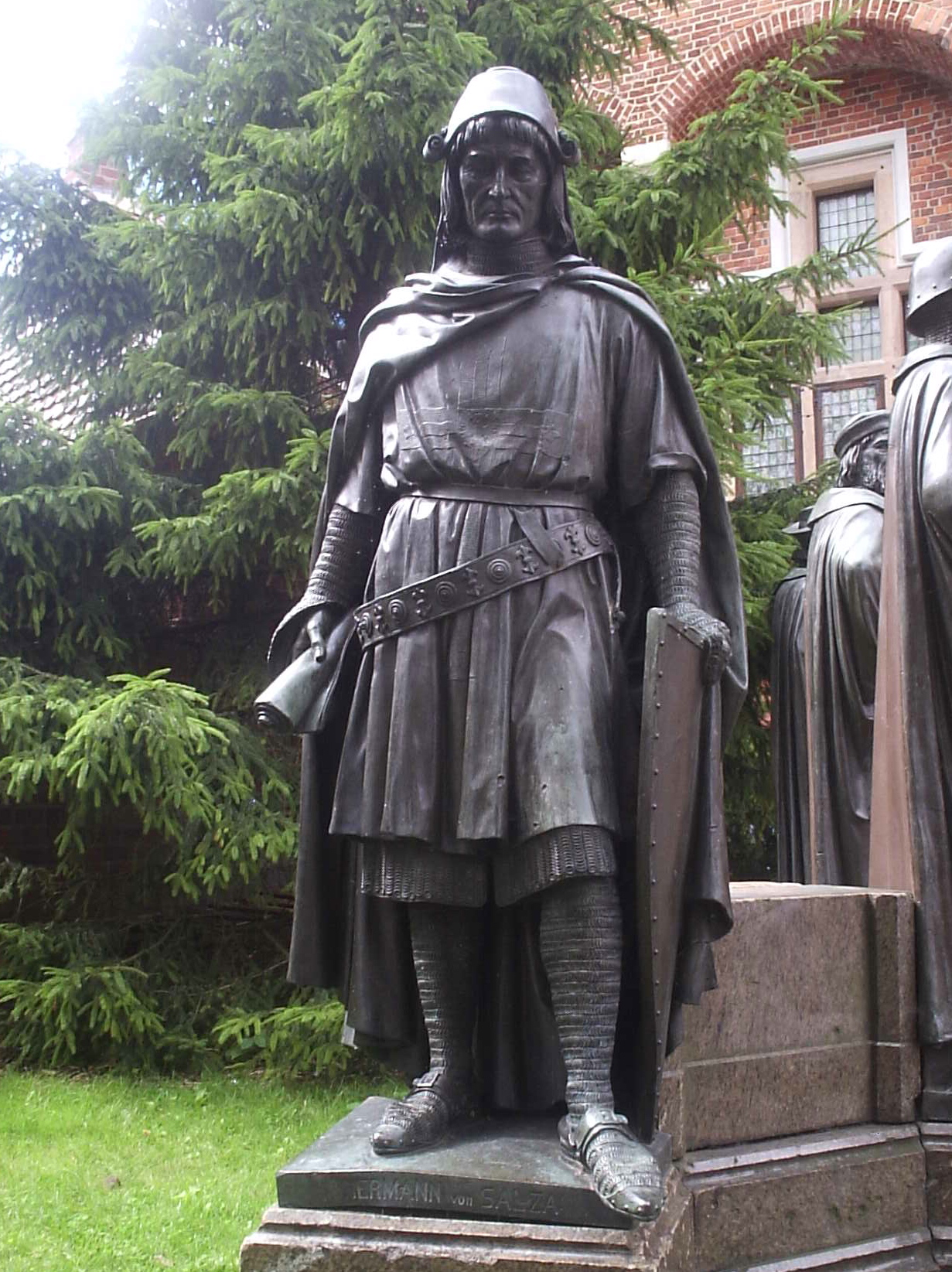
Denkmal Hermanns von Salza in der Ordensburg Marienburg

Eine Marmorbüste von Hermann stand als Nebenfigur an der Seite des Brandenburger Markgrafen Albrecht II. (Denkmalgruppe 4 des Bildhauers Johannes Boese) in der ehemaligen Berliner Siegesallee. Sie befindet sich seit Mai 2009 in der Zitadelle Spandau. Albrecht hatte an der Gründungsversammlung des Ordens 1198 in Akkon teilgenommen und den Hochmeister bereits auf dem Dritten Kreuzzug (1189–1192) kennengelernt.
Eine Gedenktafel für Hermann von Salza fand Aufnahme in die Walhalla bei Regensburg.
Während des Zweiten Weltkrieges trug die Panzer-Abteilung 11 der 11. SS-Freiwilligen-Panzergrenadier-Division „Nordland“ den Namen Hermann von Salza.